# Zuid-Osseetse presidentsverkiezingen 1996
In de Georgische afscheidingsrepubliek Zuid-Ossetië vond op 10 november 1996 de eerste presidentsverkiezing plaats, waar zes kandidaten aan meededen. Deze werd gewonnen door de voorzitter van het Presidium van de Zuid-Ossetische Opperste Sovjet Ljoedvig Tsjibirov met 52,3% van de stemmen. Georgië verklaarde de verkiezing als illegaal.

## Achtergrond
Op 26 november 1991 hernoemde de voormalige Zuid-Ossetische Autonome Oblast zich tot Republiek van Zuid-Ossetië, en werd op 21 december 1991 een onafhankelijkheidsverklaring aangenomen, toen duidelijk werd dat de Sovjet-Unie ophield te bestaan. Op 19 januari 1992 werd dit in een referendum aan de bevolking voorgelegd, en op 29 mei 1992 werd de onafhankelijkheid van de Republiek van Zuid-Ossetië formeel uitgeroepen. Op 2 november 1993 werd de eerste grondwet aangenomen en transformeerde Zuid-Ossetië met ingang van 1996 naar een presidentiële republiek met een electoraal gekozen president. Vanaf de eerste parlementsverkiezing op 9 december 1990 tot de presidentsverkiezing in 1996 was de voorzitter van het Presidium van de Zuid-Ossetische Opperste Sovjet de leider en het feitelijk staatshoofd van de zelfverklaarde republiek. Sinds 23 september 1993 was dit Ljoedvig Tsjibirov. In 1996 verschoof deze rol naar de verkozen president. 

## Kandidaten
Voor de eerste presidentsverkiezing stelde de voorzitter van de Opperste Sovjet en feitelijk leider Ljoedvig Tsjibirov zich als partijloze kandidaat, evenals Gerasim Choegajev, die premier geweest was in Tsjibirov 's kabinet. Verder deden nog vier andere kandidaten mee.

## Resultaten
De leider van de republiek Ljoedvig Tsjibirov won in een ronde met 52,3% van de stemmen. Hij werd op 27 november 1996 geïnaugureerd.
|                            | Ljoedvig Tsjibirov         |                            |        | 52,3   |  |  |
|                            | Gerasim Choegajev          |                            |        | 23,9   |  |  |
|                            | Pjotr Gatikojev            |                            |        |        |  |  |
|                            | Vladislav Gabarajev        |                            |        |        |  |  |
|                            | Joeri Gagloity             |                            |        |        |  |  |
|                            | Valery Arsojev             |                            |        |        |  |  |
| Totaal                     | Totaal                     | Totaal                     | 52.163 | 100,00 |  |  |
|                            |                            |                            |        |        |  |  |
| Kiesgerechtigden / opkomst | Kiesgerechtigden / opkomst | Kiesgerechtigden / opkomst |        | 61,3   |  |  |
| Bronnen uitslag:           |                            |                            |        |        |  |  |

## Reacties
- Georgië - Georgië verklaarde de verkiezing als illegaal.[2]